# Bryum turbinatum
Bryum turbinatum là một loài Rêu trong họ Bryaceae. Loài này được (Hedw.) Turner mô tả khoa học đầu tiên năm 1804.

## Hình ảnh

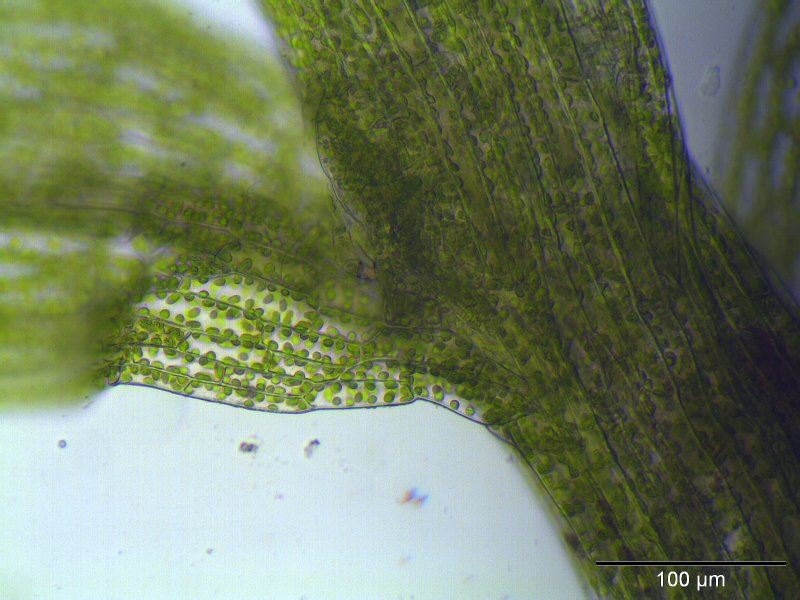